# 80 лет Донецкой области
80 лет Донецкой области (укр. 80 років Донецькій області) — серебряная юбилейная монета номиналом 10 гривен, выпущенная Национальным банком Украины, посвящённая 80-летию образования Донецкой области — «индустриальном сердцу государства».
Монета введена в обращение 5 июля 2012 года. Она относится к серии «Области Украины». 

## Описание и характеристика
| Номинал грн. | Металл            | Масса, г     | Диаметр, мм | Качество изготовления     | Гурт                           | Тираж, штук |
| ------------ | ----------------- | ------------ | ----------- | ------------------------- | ------------------------------ | ----------- |
| 10           | серебро 925 пробы | 31,1 / 33,62 | 38,6        | специальный анциркулейтед | гладкий с углублённой надписью | 5000        |

### Аверс
На аверсе монеты размещён малый Государственный Герб Украины, надписи полукругом «НАЦІОНАЛЬНИЙ БАНК УКРАЇНИ» (вверху), «ДЕСЯТЬ ГРИВЕНЬ» (внизу); слева год чеканки монеты - «2012» и на фоне карты области изображён фрагмент флага Донецкой области.

### Реверс
На реверсе монеты изображены: на фоне промышленного пейзажа области фигуры металлурга, шахтёра и работницы сельского хозяйства, справа — Спасо-Преображенский кафедральный собор в Донецке, вверху полукругом надпись «ДОНЕЦЬКА ОБЛАСТЬ», под ним герб области и надпись «80 РОКІВ».  

## Авторы
- Художники: Иваненко Святослав, Демьяненко Владимир.
- Скульпторы: Иваненко Святослав, Демьяненко Владимир.

## Цена монеты
Цена монеты - 575 гривен, была указана на сайте Национального банка Украины в 2013 году.
Фактическая приблизительная стоимость монеты, с годами менялась так: 
| Год        | 2013 | 2014 | 2015 | 2016 | 2017 | 2018 |
| ---------- | ---- | ---- | ---- | ---- | ---- | ---- |
| Цена, грн. | 640  | 550  | 600  | 700  | 710  | 780  |